# Karttulamaanjärvi
Karttulamaanjärvi är en sjö i Övertorneå kommun i Norrbotten och ingår i Torneälvens huvudavrinningsområde. Sjön har en area på 0,104 kvadratkilometer och ligger 116 meter över havet.

## Delavrinningsområde
Karttulamaanjärvi ingår i det delavrinningsområde (743577-185597) som SMHI kallar för Mynnar i Torneälvens vattendragsyta. Medelhöjden är 116 meter över havet och ytan är 75,92 kvadratkilometer. Det finns inga avrinningsområden uppströms utan avrinningsområdet är högsta punkten. Leipiöjoki som avvattnar avrinningsområdet har biflödesordning 2, vilket innebär att vattnet flödar genom totalt 2 vattendrag innan det når havet efter 136 kilometer. Avrinningsområdet består mestadels av skog (58 procent) och sankmarker (38 procent). Avrinningsområdet har 0,11 kvadratkilometer vattenytor vilket ger det en sjöprocent på 0,1 procent.